# نوریکا فوجیوارا
نوریکا فوجیوارا (انگلیسی: Norika Fujiwara؛ زادهٔ ۲۸ ژوئن ۱۹۷۱) ملکه زیبایی، هنرپیشه و مدل ژاپنی است.